# 풀 히터

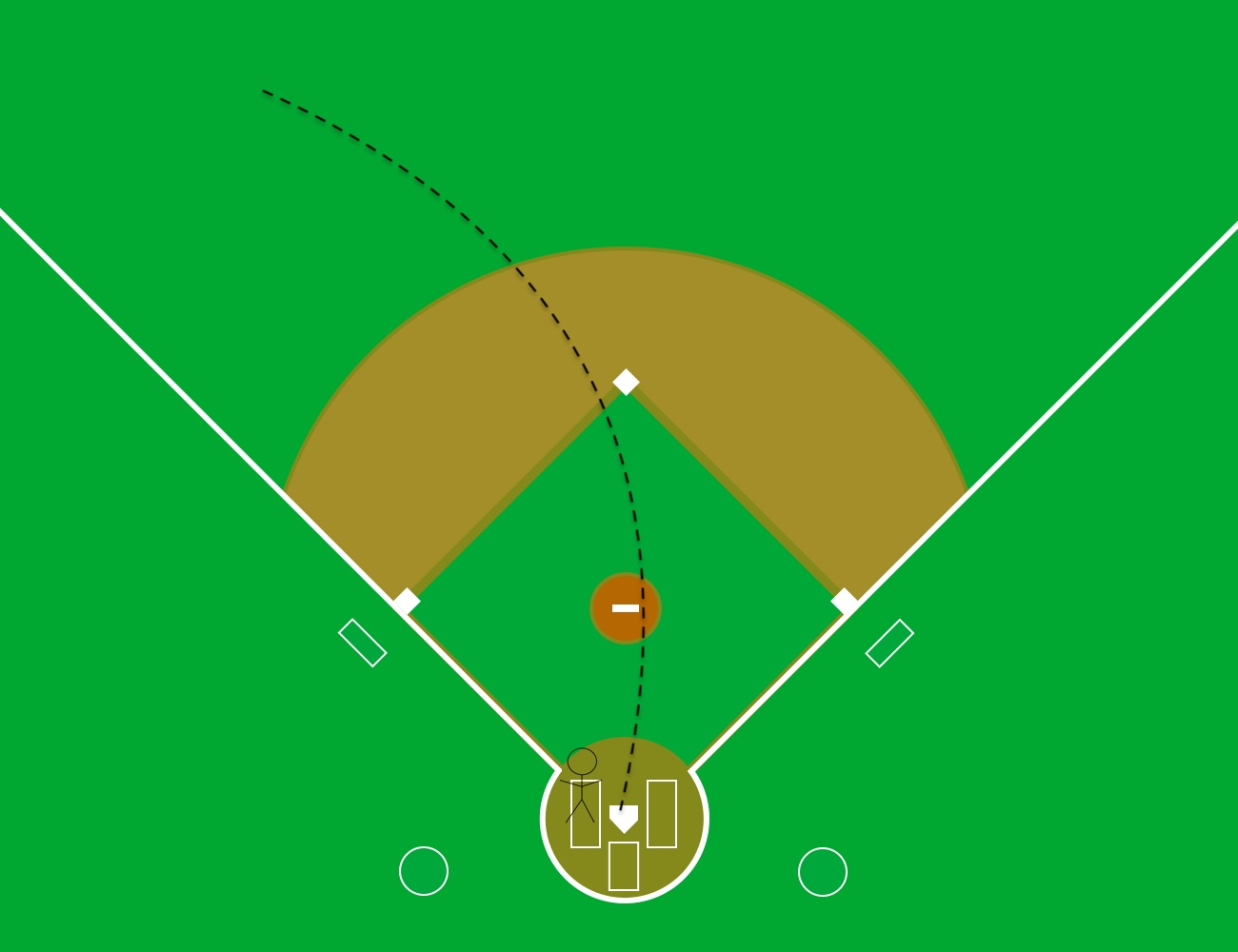
오른손잡이 타자가 공을 왼쪽 필드로 끌고 간다.

풀 히터(pull hitter)는 야구에서 주로 자신이 타격 (야구)하는 필드의 측면으로 공을 치는 타자를 말한다. 풀러(puller)라고도 한다.

## 정의
오른손 타자는 홈플레이트 왼쪽에 서서 다이아몬드 왼쪽으로 공을 "당겨 보내는" 것을 말한다. 오른손 타자의 공이 오른쪽으로 가면 "반대 필드"로 간 것이다. 반대 필드나 중앙으로 거의 공을 치지 않는 선수를 데드 풀 히터(dead pull hitter)라고 한다. 일반적으로 풀러는 홈플레이트에서 공을 더 일찍 맞히는 선수이다.:674